# 2018年11月两伊边境地震
2018年11月两伊边境地震是指2018年11月25日发生于两伊边境的地震。该次地震震中位于北纬34.304度，东经45.740度，震级为MW 6.3级、Ms 6.3级，震源深度约为10.0千米，最大烈度为8(VIII)度。本次地震已被美国地质调查局列入2018年显著地震列表。截至2018年11月27日，该次地震共致使1人遇难和761人受伤。

## 构造背景
伊朗地震活动频繁，根据伊朗政府的统计，至少有14万伊朗人死于20世纪的地震。其西部的两伊边境地区位于亚欧板块、非洲板块、印度板块和阿拉伯板块交界处，邻近阿尔卑斯带，地质构造活动频繁。本次地震震中位于安纳托利亚板块上，该地区的地质发育是俯冲作用、大规模转换断层作用、挤压山脉构造和地壳伸展作用等一系列板块构造作用的结果。这一地区历史上曾发生过沿死海转换断层的重大地震，其中较为显著的如1759年11月的近东地震，是次地震造成了至多20,000人死亡。2017年11月，该地还发生过两伊边境地区本世纪最大的地震，共有630人在这次地震中遇难，另有至少8100人受伤。而在本次地震发生3个月前，两伊边境地区还曾发生过一次6.0级地震。

## 震害情况
由联合国、欧洲联盟委员会和全球灾害管理机构合作开设的全球灾害预警与协调系统开设了关于本次地震的专题页，认为该次地震的震害情况将达到“橙色等级”。同时，根据该机构的数据，本次地震震中距100千米范围内常住人口约为320万。受本次地震影响，除伊朗和伊拉克震感强烈外，科威特等地也有轻微震感。在地震发生后，灾区通讯设施受损，电力中断，部分天然气管道破裂。
时任伊朗总统哈桑·鲁哈尼在地震发生的第二天（即26日）发表声明，要求在地震灾区范围内全力展开救援行动。据报道，地震发生后，伊朗政府立即派出搜救队进行灾区救援工作。伊朗媒体称，已有6个救援小组前往灾区进行救援。
截至2018年11月27日，该次地震共致使1人遇难和761人受伤。伊朗伊斯兰共和国红新月会的官员莫特扎·萨利米称，有些受伤者是在逃难时发生的踩踏事件中受的伤。位于卡拉尔的一家医院的医疗人员接受媒体采访时称，还有一些前往医院接受治疗的人是在地震中受到惊吓的人。